# 宋祺武
宋祺武（2001年8月20日—），四川资阳人，中華人民共和國跳台滑雪運動員。原為跨栏運動員，曾获四川省中学生田径锦标赛男子400米栏亚军。後轉而投身滑雪，在2020-2021赛季全国跳台滑雪锦标赛上首跳中跳出了141.5米，打破了中国男子大跳台的纪录。最後摘得男子大跳台、男子标准台两枚金牌。

## 职业生涯
曾参加2022年北京冬季奥运会跳台滑雪单人、团体项目